# Jacques Mitterrand (1908-1991)
Pour les articles homonymes, voir Jacques Mitterrand et Mitterrand (homonymie).
Jacques Mitterrand, né à Bourges le 10 juin 1908 et mort le 5 juin 1991 à Paris, est un homme politique français, qui fut grand-maître du Grand Orient de France.

## Biographie

### Engagements politiques
Né au sein d'une famille profondément républicaine, Jacques Mitterrand fait ses études au lycée Louis-le-Grand de Paris. Étudiant, il milite à la Ligue d'action universitaire républicaine et socialiste avec Pierre Mendès France. En 1931, il adhère à la SFIO. Il passe ensuite au Parti radical pour lequel, il devient secrétaire de la Fédération de la Seine en 1938. Résistant actif, il participe au journal clandestin Le Jacobin[réf. nécessaire].
À la Libération, il entre à la Caisse des dépôts et consignations, en tant qu'administrateur civil. Il adhère aussitôt à la CGT où il obtient rapidement des responsabilités importantes.
Il abandonne ensuite le Parti radical et fonde l'Union progressiste, dont il devient le secrétaire. En 1947, il est élu conseiller de l'Union française, mandat qu'il conserve jusqu'en 1958. Il est alors « apparenté » au groupe communiste de l'Assemblée de l'Union française.
Jacques Mitterrand, conseiller  municipal de Bourges, se présente dans la première circonscription du Cher, sans succès, aux élections législatives de 1958. Pendant la Cinquième République, il abandonne la carrière politique[réf. nécessaire].

### Franc-maçonnerie
Fils et petit fils de franc-maçon, il est initié, le 20 juin 1933, à la loge parisienne « La Justice » de l'obédience maçonnique du Grand Orient de France. Il est élu vénérable maître (1953 - 1956) de la loge  avant d'être élu au conseil de l'ordre du Grand Orient de France en 1957. Il devient grand orateur de l'obédience en 1958 et 1959, grand secrétaire en 1960. En 1961, il est grand maître adjoint et grand-maître pour deux mandats, 1962-1964 et 1968-1971. Jacques Mitterrand est porteur du 33e degré du Rite  écossais ancien et accepté. Orateur et tribun, auteur d'ouvrage polémique et politique, il est souvent attaqué pour sa trop grande propension à vouloir politiser la franc-maçonnerie.
Durant sa grande maitrise, le GODF crée une association vouée à la formation technique des africains et malgaches résidant en France, il obtient également qu'un numéro de la revue Présence africaine consacre ses pages à la franc-maçonnerie en Afrique. Il rétablit la tradition des conférences publiques à la fin des convents dans le but d'extérioriser l'Ordre. Politique qui permet une nette augmentation des effectifs de l'obédience. Toutefois le cout élevé de ces rencontres publiques incite le GODF à se limiter par la suite à des journées d'études plus modestes.
Son fils, Jean-Jacques, a été vénérable de la loge « Combats » du Grand Orient.

## Décorations
- Officier de la Légion d'honneur
- Croix de guerre 1939–1945
- Médaille de la Résistance française (24 avril 1946)[6]
- Ordre de l'Empire britannique à titre civil

## Publications
- La Politique extérieure du Vatican, Dervy, Paris, 1959, 139 p. [pas d'ISBN]
- La Politique des francs-maçons – 1re édition (avec une présentation de Guy Nania) : Roblot, coll. « Cité » no 2, Paris, 1973, 205 p. [pas d'ISBN] ; 3e édition : À l'orient, coll. « Entre l'équerre & le compas », Paris, 2004, 238 p.  (ISBN 2-912591-10-4)
- À gauche toute, citoyens ! (avec une préface de Guy Nania et Renée Roblot Nania), G. Roblot, Paris, 1984, 245 p.  (ISBN 2-85667-023-7)